# Luis Cerrilla
Luis Cerrilla (n. Orizaba, México febrero de 1906 - 14 de octubre de 1936), también conocido con el sobrenombre de "El Oso", fue un futbolista mexicano que se desempeñó en la posición de defensor.

## Trayectoria
Luis Cerrilla llegó al club capitalino América en 1924, con el que ganó cuatro veces seguidas el campeonato de liga en los años siguientes (1925 a 1928). El talentoso zaguero fue considerado un verdadero baluarte en la defensa de los americanistas y fue un habitual en esta primera gran época del tradicional club de la Ciudad de México.
Para la selección mexicana, jugó ambos partidos en el Torneo Olímpico de Fútbol de 1928, que perdió ante España (1: 7) y Chile (1: 3).

## Palmarés
| Título                     | Club         | País   | Año     |
| -------------------------- | ------------ | ------ | ------- |
| Primera División de México | Club América | México | 1924-25 |
| Primera División de México | Club América | México | 1925-26 |
| Primera División de México | Club América | México | 1926-27 |
| Primera División de México | Club América | México | 1927-28 |